# 小行星3924
小行星3924（3924 Birch）是一颗绕太阳运转的小行星，为主小行星带小行星。该小行星于1977年2月11日发现。

## 轨道参数
小行星3924的轨道半长轴为2.6996395 UA，离心率为0.111。